# Verbascum ispartense
Verbascum ispartense är en flenörtsväxtart som beskrevs av Hub.-mor.. Verbascum ispartense ingår i släktet kungsljus, och familjen flenörtsväxter. Inga underarter finns listade i Catalogue of Life.